# Шоркіно (Чебоксарський район)
Шо́ркіно (рос. Шоркино, чув. Шоркка) — присілок у складі Чебоксарського району Чувашії, Росія. Входить до складу Сарабакасинське сільського поселення.
Населення — 379 осіб (2010; 414 у 2002).
Національний склад:
- чуваші — 95 %